# باشگاه فوتسال فردوس
باشگاه فوتسال فردوس یک باشگاه فوتسال در قم، ایران است که در مهر ۱۳۹۹ با خرید امتیاز باشگاه فوتسال سوهان محمد سیما قم مجوز حضور در لیگ برتر فوتسال مردان ایران را به‌دست‌آورد.